# 于吉

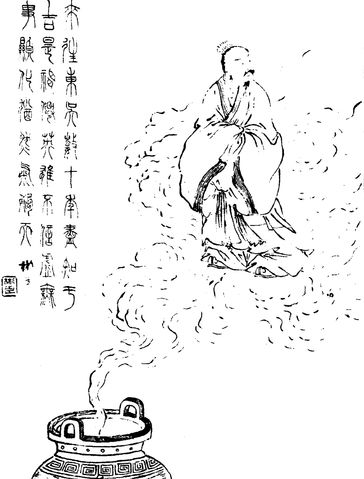
于吉

于吉（？—200年），《後漢書》作「干吉」，東漢道士，琅琊郡（今山东省临沂市）人，傳說是最早的道教典籍《太平清領書》的作者，由此開創了最早的道教宗派之一太平道，相關經典被納入道藏太平部。于吉建立精舍，為百姓以符水治病，在吳、會等地廣受民眾敬奉。後來孫策以此子妖言惑眾為由殺了他。

## 生平
于吉生于琅琊郡，先在東方寄居，往來於吳郡、會稽兩地，建立精舍修道場，燒香讀道書，製作符水為百姓治病，吳、會的人多奉事之。孫策曾經於郡城門樓上集會諸將賓客，于吉當時身穿盛服，手裡拿著小匣，以漆畫之，裡面裝著名為「仙人鏵」的法器，在樓下經過。當時有三分之二的諸將及賓客，皆下樓迎拜，管理賓客的官員大罵也不能阻止，於是孫策即時下令將于吉收押。這些信奉于吉的人都差使婦女入見孫策母吳夫人，請求解救于吉。吳夫人對孫策說：「于先生也是幫助我軍祈福，還醫護將士，不可將他殺害。」孫策說：「這先生是妖妄之人，能幻惑衆心，還使諸將不復相顧君臣之禮，都不理會我孫策，紛紛下樓去禮拜他，不可不將他除去。」諸將再次聯署上書，乞求放過于吉，孫策說：「過去南陽張津為交州刺史，捨棄先聖先賢的典章與教訓，廢除漢朝法律，還曾戴上紅色頭巾，鼓琴燒香，讀邪俗道書，說有助教化，最終為南夷所殺。迷信之事甚為無益，諸君還未醒悟而已。現在這位先生已在死人的名單上，各位不要再浪費紙筆了。」立即催促將于吉斬之，梟首於巿。信奉于吉的人尚且不認為于吉已死而說是「尸解」（捨棄肉體而成仙），繼續向于吉祭祀求福。
另據《三國志·孫策傳》引《志林》所載，漢順帝時（125-144年），于吉徒弟琅邪人宮崇進宮獻神書與順帝；此神書乃于吉於曲陽泉水上，白素朱界，號《太平青領道》，凡百餘卷。由漢順帝至漢獻帝建安中，經歷了五六十年的時間，那麼孫策要處死于吉之時，于吉已年近百歲，年在耄悼，按禮記就算有罪也不加刑。又天子巡狩，問百歲長者，靠近相見，敬齒尊賢以表親愛，是聖王的最高禮教。于吉罪不致死，而暴加酷刑，因此孫策處死于吉是為謬誅。
《搜神記》記載了孫策要于吉求雨一事，這事件為《三國演義》所採用。孫策的部隊欲渡江偷襲許昌，于吉隨軍出征。當時大旱，氣候炎熱。孫策催促諸將士盡速開船，親身前往監督，看見將士們多在于吉那處，孫策因此憤怒地說：「是我不如于吉，所以大家都先去找他麼？」於是便派人捉拿于吉。于吉到後，孫策責問說：「天旱不雨，水流阻礙，沒有下雨的時候，我軍無法渡江，因此我一大清早出來做事，卿不分憂解勞，安坐船中，裝神弄鬼，敗壞我軍隊伍，現在該把你除掉。」令人把他綁在地上，於陽光下曝曬，要他求雨，若能感動上天降雨，就赦免，不能下雨就斬殺。忽然雲氣蒸發，於天上逐漸集合，中午時下起大雨，溪澗盈溢。將士喜悅，以為于吉必定被釋放，共同前往慶祝道賀。孫策惱羞成怒，反而將于吉殺了。將士感到哀惜，一起把屍體收納起來。到晚上，忽然有雲層覆蓋天空；將士們到天明前往觀看，于吉屍體已不知去向。

## 身份事跡考證
史學家裴松之引《志林》所載，漢順帝時（125-144年），琅邪人宮崇進宮獻神書《太平青領道》，凡百餘卷。漢順帝至建安中，經歷五六十載，于吉當時已接近一百歲。
于吉事亦見述於《後漢書·襄楷傳》，名字為干吉。于吉於（東海）曲陽泉水上得仙人授神書一百七十卷，名為《太平清領書》。東漢漢順帝時，于吉的徒弟宮崇進宮獻其師所傳「神書」（道教典籍）《太平清領書》。其言以陰陽五行為本，多巫覡雜語，被視為妖妄不經，順帝命「有司」藏之，後張角頗得此書真傳。
近代學者認為漢順帝時活躍的于吉，或與漢獻帝時活躍於吳、會的道士于吉非同一人，主要理據為古時根據禮儀，近百歲的長者，即使有罪也不加刑。而當時就算是天子出外狩獵見到近百歲的長者，都會敬齒尊賢，因此學者認為孫策所誅殺的道士于吉，非活躍於漢順帝時獻神書與順帝的于吉，二者是兩個完全不同時代的人，因史料記載有誤才出現混淆。

## 弟子
宮崇，一作宮嵩，東漢時琅邪（今山東臨沂）人。曾師事于吉，受授《太平經》。《歷世真仙體道通鑒》卷二十記載，順帝時（125年－144在位）宮崇詣闕獻書，有司奏書中多妖妄雜語，不收。曾服雲母，面色如童子。後入紵嶼山，得道仙去。

## 评价
- 孙策：“此子妖妄，能幻惑众心，远使诸将不复相顾君臣之礼，尽委策下楼拜之，不可不除也。”

## 民間藝術

### 《三國演義》
于吉在小說《三國演義》第二十九回：小霸王怒斬于吉，碧眼兒坐領江東中登場，其形象為「見一道人，身披鶴氅，手攜藜杖，立於當道，百姓俱焚香伏道而拜。」
孫策要求于吉乞雨的故事大致與《搜神記》接近，只是于吉伏誅後，不斷顯靈向孫策索命，情節比《搜神記》更為神怪，如「忽香爐中煙起不散，結成一座華蓋，上面端坐著于吉。策愈怒，拔佩劍望于吉擲去，一人中劍而倒。眾視之，乃前日動手殺于吉之小卒，被劍砍入腦袋，七竅流血而死。」、「火起處，又見于吉立於火光之中。」、「是夜孫策宿於寨內，又見于吉披髮而來。」、「忽見于吉立於鏡中。策拍鏡大叫一聲，金瘡迸裂，昏絕於地上。」等，以怨魂的形態向孫策索命。
另于吉向孫策自我介紹時，自稱「貧道乃瑯琊宮道士。」，瑯琊宮成了道觀的名稱。《志林》曰：「初順帝時，琅邪宮崇詣闕上師于吉所得神書於曲陽泉水上，白素朱界，號太平青領道，凡百餘卷。」，其中琅邪人宮崇是于吉弟子之名；詣闕，诣是“至、前往”的意思；“阙”本义指皇宫门前两边供瞭望的楼，后引申为皇帝居处，借指朝廷，面見聖上之意。因此小說將于吉說成貧道乃瑯琊宮道士是對《志林》下原文理解之誤。此情況就如將長史楊弘、大將張勳誤寫成人物「楊大將」的筆誤。

### 影視
- 1983年電影《神通術與小霸王》：程天賜飾演
- 1994年電視劇《三國演義》：楊寶和飾演

### 漫畫
- 《火鳳燎原》（陳某）: 設定為「南華八怪」之一，華佗之醫術師承於其。曾密謀統治江東，但因孫策出現而失敗，曾為了與孫策明爭暗鬥及分別與黃祖和曹操聯手，後失敗入大牢並於牢中自盡，同時孫策遭左慈之刺客刺殺而痛苦百日後亡故。

### 遊戲
- 《臥龍：蒼天隕落》: 設定為无恶不作的「黑衣道士」，利用丹药令天下大乱，为祸苍生。